# 허핑구 (선양시)

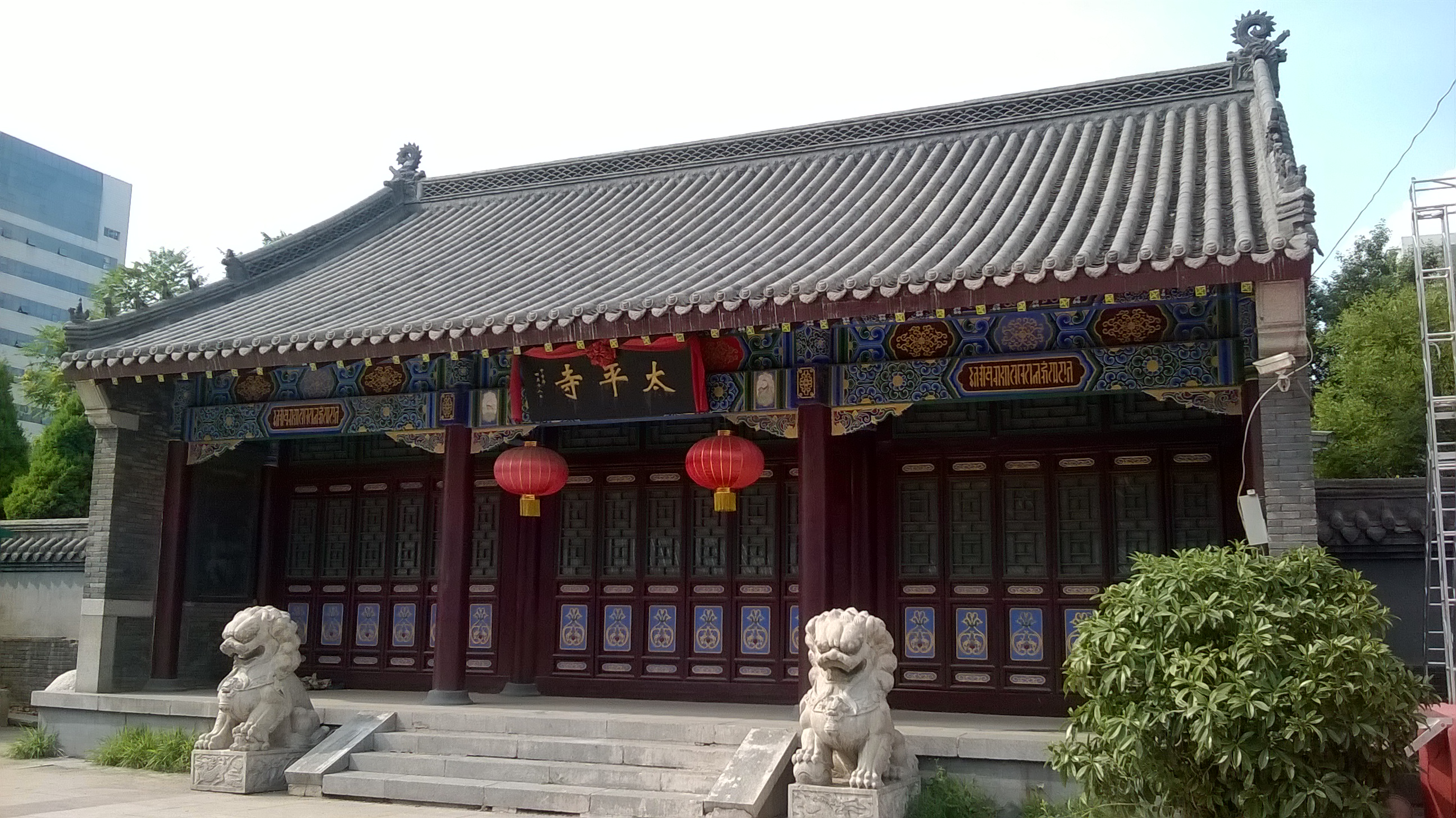

허핑구(한국어: 화평구, 중국어: 和平区, 병음: Hépíng Qū)는 중화인민공화국 랴오닝성 선양시의 중앙에 위치한 행정구역이다. 넓이는 21km2이고, 인구는 2007년 기준으로 630,000명이다. 허핑구는 선양시 업무의 중심지이다. 구의 중심에는 마오쩌둥의 거대한 동상이 있는 중산광장(中山广场)이 있다. 구는 예전에 남만주 철도의 중심축이었던 선양역의 앞 부분에 세워졌다. 한인촌과 서탑이 허핑 구의 북쪽에 위치한다. 또한 주선양 대한민국 총영사관이 위치하고 있는 곳으로 알려져 왔다.

## 행정 구역
13개 가도를 관할한다.
- 가도: 南站街道, 云集街道, 民主街道, 遂川街道, 胜利街道, 西塔街道, 新兴街道, 南湖街道, 马路湾街道, 砂山街道, 北道口街道, 中华路街道, 新华街道, 北站街道, 集贤街道, 园路街道, 北市街道, 吴淞街道, 八经街道, 十四纬路街道, 长白街道.